# Franz Schachner
Franz Edwin Schachner (* 20. Juli 1950 in Liezen, Steiermark) ist ein ehemaliger österreichischer Rennrodler.
Schachner nahm an zwei Olympischen Spielen Teil,  1972 in Sapporo und 1976 in Innsbruck, wo er zusammen mit Rudolf Schmid im Doppelsitzer eine Bronzemedaille errang. Schachner gewann auch zwei Bronzemedaillen im Doppelsitzer bei den Weltmeisterschaften 1974 und 1975. 
Bereits bei den Europameisterschaften 1970 in Hammarstrand, Schweden errang er eine Silbermedaille.
Nach seiner sportlichen Karriere arbeitete er als Gastwirt und war von 1993 bis 1995 im Stadtrat in Liezen.